# 張問安
張問安（1757年—1815年），字亥白，四川遂寧（今蓬溪县金桥乡黑柏沟两河口）人。

## 生平
先世居湖廣麻城县孝感鄉。明代洪武二年（1369年）遷居四川遂寧。清初贤相张鹏翮玄孙。張顧鑑长子。張問安生於乾隆二十一年（1757年），與其弟張問陶、張問彤，合稱“遂寧三張”。张问安诗才超逸，与弟張问陶有“二难”之目。王学浩評其诗：“读之但觉其语淡而味腴，节短而韵长，盖将韦孟之外，另辟一径，以与唐人争席也”。乾隆五十三舉人。生性淡泊名利，家居奉母，以圖史自娱。嘉慶十八年（1815年），去世。

## 著作
著有《亥白诗草》八卷，存詩800余首。

## 家族
- 高祖：張鵬翮，雍正朝重臣，官至文華殿大學士兼吏部尚書。
- 曾祖：張懋誠，官至通政使、署工部右侍郎，弟張懋齡娶孔子嫡系山東衍聖公孔毓圻女為妻。
- 祖父：張勤望，官至山東登州知府、署登萊青海防兵備道。
- 父：張顧鑒，官至雲南開化知府。
- 妻：清代女诗人陈慧殊，浙江望族海宁陈氏。陳慧殊乃陈之问曾孙女、礼部尚书陈诜兄弟按察司副使陈谦的孙女、同知陈亿之女、名臣陈世倌的侄女，族内亦有重臣陈元龙。《桃花扇》作者孔尚任曾为陈慧殊祖父陈谦的幕僚。陳慧殊胞姐陈筠（字翠君）亦清代女诗人，嫁浙江海盐进士马维翰之孙马青上（亦马之炎），陈筠的诗为海盐藏书家吴骞所爱。
- 弟：張問陶為清代蜀中第一大詩人，與袁枚、趙翼並稱性靈派三大家，原配太子太傅周煌孫女、左都御史周興岱之女，早亡；張問陶继妻女詩人林頎，字韻徵，號佩環，為福康安世仆四川布政使林儁次女。